# Доллинг, Хейзел
Хейзел Марион Рэдклифф Доллинг, урождённая Степлс (англ. Hazel Marion Radclyffe Dolling, née Staples; 13 июня 1923 — 24 апреля 2006) — последняя представительница британского рода Степлс и владелица поместья Лиссан, располагавшегося около города Кукстаун в Северной Ирландии, у подножья гор Сперринс.

## Биография
Хейзел родилась в семье сэра Роберта Степлса, 13-го баронета Лиссан и Фоганвейл. Её дедушкой был сэр Роберт Степлс, 12-й баронет, известный художник. Она окончила школу Святой Марии и Святой Анны в Стаффордшире. Верующая ирландской римско-католической церкви.
В годы Второй мировой войны работала радиомехаником, служила в Женской вспомогательной службе ВМС (звание третьего офицера, приравненное к званию младшего лейтенанта). В дальнейшем работала помощницей эконома на лайнерах Mauretania, Queen Mary и RMS Caronia компании Cunard Line, ходивших по маршруту Саутгемптон — Нью-Йорк. Владела туристическим агентством в Ливерпуле, после его продажи переехала в Лондон. После смерти своего отца в 1970 году вышла замуж за его агента по недвижимости Гарри Холбека Рэдклиффа Доллинга, который был старше её на 30 лет и приходился ей двоюродным братом. Они переехали в поместье Лиссан, где жили у матери Хейзел.
В 1986 году Гарри умер, и Хейзел прожила остаток жизни в одиночестве в поместье, в котором не было электричества. Формально оно должно было вырабатываться благодаря водяной турбине, приобретённой в 1902 году из вторых рук. Еду она готовила при помощи газовой горелки. Выезжая из дома, она всегда брала с собой бензопилу, чтобы распилить деревья, которые могли упасть на дорогу и загородить путь. Однажды она попыталась открыть банковский счёт: когда её попросили принести последний счёт за электричество (для идентификации личности), Хейзел ответила, что ей никогда он не приходил.
В 2003 году поместье Лиссан оказалось в центре внимания, поскольку на BBC Two шла телепрограмма «Restoration», участники которой соревновались за приз в три миллиона фунтов стерлингов, который планировалось потратить на реставрацию здания-победителя. Хейзел отправилась на шоу, чтобы добиться доверия от зрителей, и дошла до финала, где её поместье уступило Викторианским баням из Манчестера. Газета Irish Independent назвала миссис Доллинг прирождённой телезвездой. В 2004 году стараниями Хейзел был образован благотворительный фонд, собиравший средства на восстановление особняка.
Доллинг умерла в 2006 году от рака. Свой дом и земли она завещала благотворительному фонду «The Friends of Lissan House». Ему выделили 45 тысяч фунтов стерлингов от Лотерейного фонда наследия (Heritage Lottery Fund), после чего начался процесс реконструкции здания. Оцениваемая стоимость — 5 млн. фунтов стерлингов.